# Osculum Obscenum
Osculum Obscenum (traducido del latín como Beso Obsceno) es el segundo álbum  de la banda sueca de Death Metal Hypocrisy lanzado en 1993. La portada fue creada por Wes Benscoter y sería el último álbum con Masse Broberg en las voces, ya que luego se retiraría de la banda y pasaría a ser el bajista y vocalista de la banda de Black metal, Dark Funeral. 
Osculum Obscenum, al igual que Penetralia, es considerado un clásico y uno de los mejores discos de la banda. Los temas Osculum Obscenum y Pleasure of Molestation son temas recurrentes en las presentaciones en vivo de Hypocrisy. El uso de teclados y sintetizadores es mínimo en este álbum, al igual que la guitarra acústica. A pesar de eso, Osculum Obscenum posee un sonido más brutal y oscuro que su antecesor. Masse Broberg, además de usar un tono gutural, utiliza un grito agudo.
Este álbum se relanzó en 1996 con los EP Pleasure of Molestation e Inferior Devoties . Nuclear Blast remasterizó y relanzó Osculum Obscenum junto con Penetralia en una edición limitada de dos discos el 12 de julio de 2013.
Al igual que en el álbum anterior, este álbum no incluye las letras debido a la insatisfacción que Peter Tägtgren sentía con las letras creadas por Masse. El nombre del álbum es una referencia al Osculum infame.

## Lista de canciones
Todas las letras creadas por Masse Broberg.
| N.º | Título                       | Duración |  |
| 1.  | «Pleasure of Molestation»    | 06:01    |  |
| 2.  | «Exclamation of a Necrofag»  | 05:07    |  |
| 3.  | «Osculum Obscenum»           | 05:07    |  |
| 4.  | «Necronomicon»               | 04:14    |  |
| 5.  | «Black Metal (Venom cover)»  | 02:54    |  |
| 6.  | «Inferior Devoties»          | 04:42    |  |
| 7.  | «Infant Sacrifices»          | 04:15    |  |
| 8.  | «Attachment to the Ancestor» | 05:35    |  |
| 9.  | «Althotas»                   | 04:21    |  |

## Miembros
- Masse Broberg - Voz
- Peter Tägtgren - Guitarra, Teclados
- Mikael Hedlund - Bajo
- Lars Szöke - Batería